# Hněvošice
Hněvošice (hulcz. Něboščice, niem. Schreibersdorf) – wieś w Czechach, w kraju morawsko-śląskim, w okresie Opawa. Według danych z dnia 1 stycznia 2010 liczyła 1028 mieszkańców.
Pierwsza wzmianka pisemna o wsi pochodzi w 1288, kiedy to należała do księstwa opawskiego. Miejscowość leży w tzw. ziemi hulczyńskiej, po wojnach śląskich należącej do Królestwa Prus (w powiecie raciborskim), w 1920 przyłączonym (wbrew woli mieszkańców, Morawców) do Czechosłowacji. 
Znajduje się w niej zabytkowy drewniany kościół Świętych Piotra i Pawła.